# Novo Oriente de Minas
Novo Oriente de Minas es un municipio brasileño del estado de Minas Gerais. Se localiza en el nordeste de Minas Gerais, en el Valle del Mucuri ocupando un área de 754 km², con una población estimada de 10.339 habitantes (IBGE 2010). 